# One Shot 1996
Le migliori canzoni del 1996 in questo album della collana One Shot dalla Universal Music.

## One Shot 1996 (CD 1)
| Traccia | Artista                   | Titolo                        | Durata |
| ------- | ------------------------- | ----------------------------- | ------ |
| 1       | Robert Miles              | Children                      | 3.49   |
| 2       | Ké                        | Strange World                 | 4.32   |
| 3       | Fool's Garden             | Lemon Tree                    | 3.11   |
| 4       | Midge Ure                 | Breathe                       | 4.26   |
| 5       | Everything but the Girl   | Wrong                         | 4.43   |
| 6       | Jamiroquai                | Virtual Insanity              | 5.40   |
| 7       | Sneaker Pimps             | 6 Underground                 | 3.53   |
| 8       | Gala                      | Freed from Desire             | 3.34   |
| 9       | Underworld                | Born Slippy                   | 4.20   |
| 10      | Blackstreet feat. Dr. Dre | No Diggity                    | 4.13   |
| 11      | Lamb                      | Górecki                       | 3.39   |
| 12      | The Cure                  | The 13th                      | 4.08   |
| 13      | Dana Dawson               | Show Me                       | 3.48   |
| 14      | Bryan Adams               | Lets Make a Night to Remember | 4.34   |
| 15      | Livin Joy                 | Dont Stop Movin               | 3.33   |
| 16      | Alishas Attic             | Alisha Rules the World        | 4.33   |
| 17      | Blackwood                 | Ride on the Rhythm            | 4.31   |
| 18      | BBE                       | 7 Days and One Week           | 4.30   |

## One Shot 1996 (CD 2)
| Traccia | Artista                                     | Titolo                                            | Durata |
| ------- | ------------------------------------------- | ------------------------------------------------- | ------ |
| 1       | The Prodigy                                 | Firestarter                                       | 4.39   |
| 2       | Bob Marley                                  | What Goes Around Comes Around (Remix)             | 3.48   |
| 3       | 2Pac, Dr. Dre and Roger Troutman            | California Love                                   | 4.01   |
| 4       | Babylon Zoo                                 | Spaceman                                          | 4.03   |
| 5       | Crystal Waters                              | The Boy from Ipanema                              | 4.21   |
| 6       | Tori Amos                                   | Professional Widow (Armand Van Heldens Trunk Mix) | 3.46   |
| 7       | Regina                                      | Killing Me Softly                                 | 3.22   |
| 8       | Simply Red                                  | Fairground                                        | 5.31   |
| 9       | Todd Terry feat. Martha Wash, Jocelyn Brown | Keep On Jumpin                                    | 3.38   |
| 10      | Mark Morrison                               | Return of the Mack                                | 3.30   |
| 11      | Kula Shaker                                 | Tattva                                            | 3.46   |
| 12      | Alex Reece feat. Deborah Anderson           | Feel the Sunshine                                 | 3.52   |
| 13      | The Bluetones                               | Slight Return                                     | 3.19   |
| 14      | DJ Dado                                     | X-Files                                           | 3.43   |
| 15      | Los del Río                                 | Macarena                                          | 4.11   |
| 16      | Alexia                                      | Summer Is Crazy                                   | 4.21   |
| 17      | LL Cool J                                   | Loungin                                           | 3.45   |
| 18      | Ocean Colour Scene                          | The Day We Caught the Train                       | 3.07   |
| 19      | DJ Shadow                                   | Midnight in a Perfect World                       | 4.59   |